# 李登菊
李登菊（1956年3月—），女，汉族，四川彭州人，中华人民共和国政治人物。四川农学院（现四川农业大学）农机系农机化专业毕业，中共中央党校经济管理专业在职研究生学历。

## 生平
1982年1月参加工作。1984年12月加入中国共产党。历任四川省彭县副县长、县委常委、常务副县长、县委副书记、代县长、县长，彭州市委副书记、市长；成都市市长助理、副市长；陕西省西安市副市长；成都市委副书记、常务副市长等职。2004年8月，任中共四川省委常委，11月当选四川省总工会主席。2008年10月17日，中国工会十五大在北京开幕，大会选举他出任主席团委员。
2016年1月，被补选为四川省政协副主席。2016年5月，不再担任中共四川省委常委。